# Oudnederlandse schilderkunst

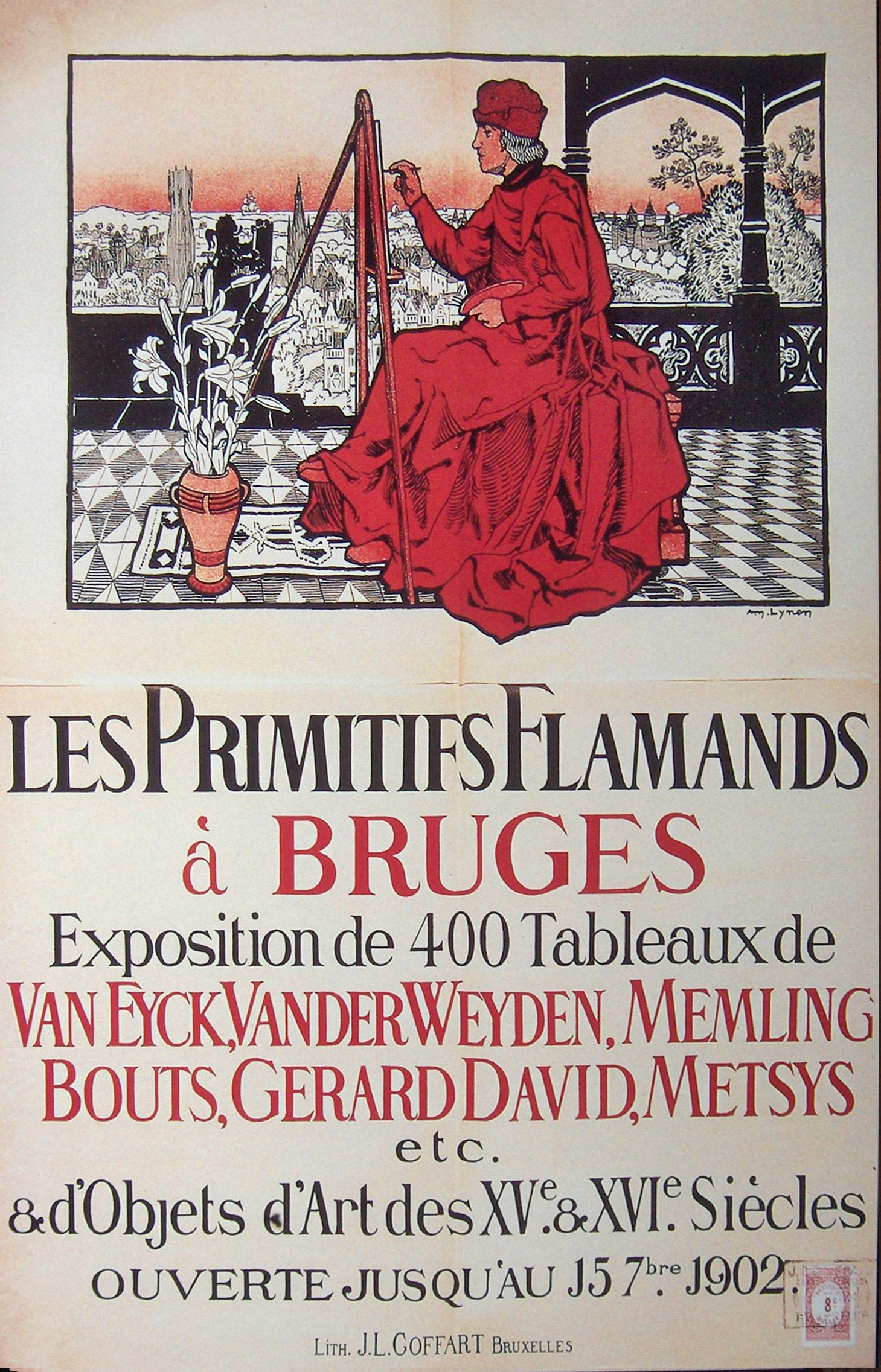
Poster door Amedée Lynen van de tentoonstelling 'Les Primitifs Flamands à Bruges' (1902)

De benaming Oudnederlandse schilderkunst is een vertaling van de Duitse benaming Altniederländische Malerei die door Max Jakob Friedländer bedacht werd om de van het Frans afkomstige benaming 'Vlaamse Primitieven' te vervangen. De van oorsprong Duitse Erwin Panofsky, in 1933 gevlucht voor de nazi's naar de Verenigde Staten, nam in 1953 de benaming over in het Engels en lanceerde daarmee de verdere verspreiding in de Engelstalige wereld.

## Ontstaan van de benaming
Friedländer was van oordeel dat de benaming 'Vlaamse Primitieven' niet de lading dekte en niet geëigend was om de schilderkunst van de vijftiende eeuw, voornamelijk tot stand gekomen in het zuidelijke deel van de 'Lage Landen' accuraat te beschrijven. De belangrijke meesters in deze groep waren niet strikt 'Vlaams' in de betekenis van afkomstig uit het graafschap Vlaanderen. Ook was de omschrijving 'primitief' voor interpretatie vatbaar. Men bedoelde daar 'eerste', 'vroege' of 'aanvankelijke' kunst mee, van het Latijnse 'primus', maar deze omschrijving kon ook subjectief verstaan worden en kunsthistorici houden niet van subjectieve benamingen. Niettemin gebruikt men de benaming 'Hollandse Primitieven' om de vroege Hollandse schilders te benoemen, kent men in Frankrijk de Primitifs français en lagen de 'Italiaanse Primitieven' aan de basis van de naamgeving voor de 'Vlaamse Primitieven'.
De naam Altniederländische Malerei of 'Oudnederlandse schilderkunst' dekt, als men dezelfde redenering toepast, evenmin de lading, die bij een strikte interpretatie laat veronderstellen dat het over Nederlanders gaat in de hedendaags betekenis. Het begrip 'Nederlands' voor de Zuidelijke en de Noordelijke Nederlanden als geheel was vooral gebruikelijk van de 16e tot het begin van de 19e eeuw.

## Huidig gebruik
Men poneert, dikwijls zonder enige referentie, dat de meeste Nederlandstalige kunsthistorici bij voorkeur een vertaling van deze van oorsprong Duitse terminologie, hetzij 'Oudnederlandse schilderkunst' hetzij 'Vroegnederlandse schilderkunst', zouden gebruiken. Dit lijkt niet te kloppen met wat men in de literatuur vindt en wordt tegengesproken door de beschikbare bronnen. Als men de bibliografie doorneemt die recentelijk (2011) werd gepubliceerd door het Centrum voor de studie van de Vlaamse Primitieven, onderdeel van het Koninklijk Instituut voor het Kunstpatrimonium, vindt men alles terug wat tussen 1999 en 2009 gepubliceerd werd over de 'Vlaamse Primitieven'. De tabel hieronder geeft aan hoe dikwijls de opgegeven zoekterm in de bibliografie voorkomt (inclusief dubbele referenties).
| Zoekargument                   | Aantal referenties |
| ------------------------------ | ------------------ |
| Vlaamse Primitieven            | 8                  |
| Oudnederlandse ...             | 0                  |
| Vroegnederlandse ...           | 0                  |
| Early Netherlandish painting   | 278                |
| Flemish primitives             | 102                |
| Primitifs flamands             | 52                 |
| Ancienne peinture des Pays bas | 0                  |
| Altniederländische Malerei     | 14                 |
| Flämische Primitive            | 0                  |
| Primitivos flamencos           | 0                  |
| Primitivi fiamminghi           | 16                 |

Het is dus zeker niet zo dat Nederlandstalige kunsthistorici het gebruik van 'Oudnederlandse schilderkunst' of 'Vroegnederlandse schilderkunst' verkiezen boven de 'Vlaamse Primitieven', niet voor het grote publiek maar ook niet voor hun publicaties.
Een studie van de publicaties die men kan terugvinden op Google Scolar bevestigt de resultaten van de bibliografie zoals men kan vaststellen in de tabel hieronder.
| Zoekargument                     | <1955 | 1955-85 | 1986-95 | 1996-05 | 2006-10 | >2010 |
| -------------------------------- | ----- | ------- | ------- | ------- | ------- | ----- |
| 'Vlaamse Primitieven'            | 23    | 20      | 27      | 63      | 76      | 102   |
| 'Oudnederlandse schilderkunst'   | 1     | 0       | 0       | 8       | 3       | 5     |
| 'Vroegnederlandse schilderkunst' | 0     | 0       | 0       | 0       | 3       | 1     |
| 'Early Netherlandish painting'   | 220   | 240     | 257     | 379     | 291     | 233   |
| 'Flemish primitives'             | 95    | 71      | 32      | 94      | 71      | 114   |
| 'Primitifs flamands'             | 127   | 184     | 108     | 211     | 201     | 269   |
| 'Ancienne peinture des Pays bas' | 0     | 2       | 0       | 0       | 0       | 0     |
| 'Altniederländische Malerei'     | 23    | 36      | 8       | 33      | 54      | 89    |
| 'Flämische Primitive'            | 0     | 0       | 1       | 1       | 1       | 1     |
| 'Primitivos flamencos'           | 16    | 18      | 34      | 61      | 64      | 96    |
| 'Primitivi fiamminghi'           | 3     | 1       | 1       | 5       | 13      | 11    |

Men ziet dat de Duitsers de benaming 'Vlaamse Primitieven' niet meer gebruiken. In de Engelstalige literatuur komt men beide benamingen tegen met een voorkeur voor de Early Netherlandish painting en ook Nederlandstaligen of Franstaligen die een werk in het Engels publiceren gaan uiteraard de courante Engelse terminologie gebruiken. In het Nederlands, Frans, Spaans en Italiaans daarentegen zijn de 'Primitieven' blijkbaar heer en meester.
In moderne publicaties maakt men hoe langer hoe meer gebruik van de omschrijving 'Late gotiek' of 'Noordelijke renaissance' om de school van de Vlaamse Primitieven te benoemen. Lisa Deam schreef in haar studie van 1998 over het onderwerp, dat de meeste kunsthistorici vandaag de benaming 'Noordelijke Renaissance' gebruiken om hiermee het debat over 'Vlaams' of 'Nederlands' af te sluiten. De aanhangers van de eerste benaming zien in deze fase van de schilderkunst in de Bourgondische Nederlanden de laatste fase van de middeleeuwse kunst de promotoren van de 'Noordelijke Renaissance' zien er veeleer de start van de vroege moderne kunst in.

## De achtergrond van een benaming

### Het nationalisme
In de negentiende en de eerste helft van de twintigste eeuw vierde het nationalisme hoogtij in Europa. Om het staatsnationalisme te ondersteunen gingen wetenschappers en dan vooral historici zich bezondigen aan cultuurnationalisme om een nog niet bestaande staat via de cultuurhistorie te rechtvaardigen zoals het geval was in Duitsland of om een bestaande staat een cultuurhistorische bestaansreden en achtergrond te geven zoals Henri Pirenne dat deed voor België.
De studie van de Vlaamse schilderkunst en haar catalogisering werd in de negentiende en het begin van de twintigste eeuw duidelijk beïnvloed door de drang naar de ontwikkeling van een nationale identiteit van de Duitstalige historici waarvan Friedländer de exponent was en anderzijds het ontbreken en verzwijgen van een Vlaamse identiteit in het jonge België. Dit resulteerde in een jarenlang debat tussen kunsthistorici over het feit of de paneelschildering uit het Vlaamse gedeelte van het huidige België Vlaams was of Nederlands en de resultaten van deze strijd werden duidelijk in de terminologie die men ging ontwikkelen.

### De toestand in België
In het streven om Vlaamse kunst te recupereren voor Belgische doeleinden ging de overheid in Brussel vrij ver. Panelen die door de legers van Napoleon waren gestolen en meegevoerd naar Parijs werden bij hun terugkeer na 1815 betwist door de centrale overheid en niet terug gegeven aan de lokale eigenaars. De centrale overheid ging zelfs zo ver om de panelen van Adam en Eva van het Lam Gods over te kopen van de kerkfabiek van de Sint-Baafskathedraal in Gent. De lotgevallen van het Lam Gods illustreren deze verdeeldheid. Het werk was verdeeld geraakt tussen de Sint-Baafskathedraal in Gent, het museum in Brussel en het museum in Berlijn. Zelfs voor de tentoonstelling ‘Les primitifs flamands’ van 1902 in Brugge slaagde men er niet in het kernwerk van deze stroming tijdelijk terug samen te stellen. Deze tentoonstelling was trouwens een onderdeel in de pogingen van de Belgische historici om de 'eeuwenoude Belgische beschaving' te promoten. De Vlaamse meesters werden gebruikt door Pirenne om te bewijzen dat de eenheid van het Belgische volk het resultaat was van een fusie tussen de Germaanse en Latijnse cultuur en rassen.
Ook de malafide kunstverzamelaar Emile Renders, opdrachtgever van de vervalser Jef Van der Veken, mengde zich in de discussie door een artikel waarin hij beweerde dat Hubert van Eyck een fictief figuur was. Renders viel daarbij vooral Georges Hulin de Loo aan, die hij ervan beschuldige de 'legende' omtrent Hubert van Eyck aan te houden tot meerdere eer en glorie van Gent. Renders vond steun voor zijn discussie met Hulin de Loo bij Max Friedländer. In het kader van al deze gebeurtenissen zochten de kunsthistorici naar een gepaste naam voor deze schilderschool. Men gebruikte école de Bruges (Brugse School) en ancienne école néerlandaise (Oude Nederlandse School) in de negentiende eeuw maar na de tentoonstelling van 1902 was iedereen het eens met de Primitifs flamands.

### Vlaams of Nederlands
Men kan stellen dat het 'Vlaams' in de naam alleszins kan bogen op een oude traditie, want in 1550 schreef Giorgio Vasari al over Jan van Eyck en zijn tijdgenoten onder de titel Di diversi Artefici Fiamminghi Strikt genomen zijn veel van de kunstenaars die men rekent tot de 'Vlaamse Primitieven' niet afkomstig uit het graafschap Vlaanderen. Men kan naast negen Brabanders, zes Vlamingen, twee Henegouwers, drie uit het prinsbisdom Luik, een uit het keurvorstendom Mainz, een Est, iemand uit Gelre, een uit Picardië twee uit Doornik, en twee uit Holland in de groep van de bij naam bekende Vlaamse Primitieven terugvinden. Het gaat dus over schilders uit de Zuidelijke Bourgondische Nederlanden en het prinsbisdom Luik, ook onder Bourgondische invloed, en twee Noord-Nederlanders, Gerard David en Dirk Bouts. Daarnaast zijn er Hans Memling uit het Rijnland maar die zou zijn opgeleid in het atelier van Rogier van der Weyden in Brussel en Michel Sittow uit Estland die zijn leertijd doormaakte bij Hans Memling in Brugge. Uit het levensverloop van Memling, Bouts en David blijkt dat ze zich in Brugge en Leuven gevestigd hadden en zich waarschijnlijk in de eerste plaats Bruggeling en Leuvenaar voelden; het staatsnationalisme ontstond pas enkele eeuwen later. Op basis van de redenering die Friedländer toepaste zou men trouwens even goed kunnen zeggen dat Joost van den Vondel een Antwerpenaar was.
Waar Friedländer en veel anderen na hem volledig aan voorbij ging is dat Vlaams in 1904, bij de tentoonstelling over de 'Vlaamse Primitieven', niet meer de betekenis had van afkomstig uit het graafschap Vlaanderen maar sloeg op de gebieden in België waar Nederlands werd gesproken. In die zin kon het grootste gedeelte van de oude meesters als Vlaams kon betiteld worden.
Typisch is wel dat alle bekende meesters die men tot de groep van de 'Vlaamse Primitieven' rekent, hetzij in Brabant hetzij in Vlaanderen gewerkt hebben of als hofschilder in Frankrijk. Maelwael werkte in Frankrijk voor het Bourgondische hof en Broederlam was eerst in dienst bij Lodewijk van Maele en werkte later aan opdrachten voor Filips de Stoute, maar hij bleef in Ieper. Twee van hen waren in dienst van Isabella van Castilië. Een vijfde was in dienst bij René I van Anjou. De constante in het verhaal is het werken voor en in de omgeving van het Bourgondische hof of het Spaanse hof. De enige uitzonderingen zijn Barthélemy van Eyck en Michel Sittow. Het is niet verwonderlijk dat de nestor van de lijst, Jan Maelwael in Frankrijk werkte, in de veertiende eeuw trokken nog veel kunstenaars uit de Nederlanden naar daar, gelokt door de lucratieve opdrachten aan het Franse hof en bij de adel in Parijs. Ook Filips de Stoute verbleef toen meestal met zijn hofhouding in Parijs. Barthélemy van Eyck van zijn kant kreeg zijn opleiding waarschijnlijk in de Nederlanden voor hij zijn vader volgde naar de Provence aan het hof van Le bon Roi René.
Hieronder vindt men een lijst van de bekende meesters die meestal tot de 'Vlaamse Primitieven' werden gerekend gebaseerd op de bibliografie van het Centrum voor de studie van de Vlaamse Primitieven.
| Naam                   | Afkomst                             | Periode     | Werkzaam in                      |
| ---------------------- | ----------------------------------- | ----------- | -------------------------------- |
| Simon Bening           | Gent - Vlaanderen                   | 1483 - 1561 | Gent - Vlaanderen                |
| Jheronimus Bosch       | 's-Hertogenbosch - Brabant          | 1450 - 1516 | 's-Hertogenbosch - Brabant       |
| Aert van den Bossche   | s-Hertogenbosch ? - Brabant         | ???         | Brussel - Brabant                |
| Albrecht Bouts         | Leuven - Brabant                    | 1452 - 1549 | Leuven - Brabant                 |
| Dirk Bouts             | Haarlem - Holland                   | 1410 - 1475 | Leuven - Brabant                 |
| Melchior Broederlam    | Ieper - Vlaanderen                  | ?? - 1410   | Ieper - Vlaanderen               |
| Robert Campin          | Valencijn - Henegouwen              | 1378 - 1444 | Doornik - Doornik                |
| Petrus Christus        | Baarle - Brabant                    | 1410 - 1472 | Brugge - Vlaanderen              |
| Colijn de Coter        | Brussel - Brabant                   | 1440 - 1532 | Brussel/Antwerpen - Brabant      |
| Jacques Daret          | Doornik - Doornik                   | 1400 - 1468 | Doornik - Doornik                |
| Gerard David           | Oudewater - Holland                 | 1455 - 1523 | Brugge - Vlaanderen              |
| Barthélemy van Eyck    | Maaseik ? - prinsbisdom Luik        | ?? - 1480   | (bij René van Anjou) - Frankrijk |
| Jan van Eyck           | Maaseik ? - prinsbisdom Luik        | 1390 - 1441 | Den Haag/Brugge - Vlaanderen     |
| Hubert van Eyck        | Maaseik ? - prinsbisdom Luik        | 1366 - 1426 | Gent/Brugge - Vlaanderen         |
| Juan de Flandes        | Vlaanderen ? - Vlaanderen           | 1465 - 1519 | Corona de Castilla - Spanje      |
| Joos van Gent          | Gent ? - Vlaanderen                 | ?? - 1480   | Antwerpen/Gent/Urbino - Italië   |
| Hugo van der Goes      | Gent - Vlaanderen                   | 1430 - 1482 | Gent - Vlaanderen                |
| Jean Hayne             | Brussel - Brabant                   | ???         | Brussel - Brabant                |
| Gerard Horenbout       | Gent - Vlaanderen                   | 1465 - 1540 | Gent/Londen - Vlaanderen         |
| Johan Maelwael         | ??? - Gelre                         | 1370 - 1415 | Dijon - Bourgondië               |
| Simon Marmion          | Amiens - Picardië                   | 1425 - 1489 | Amiens/Valencijn - Henegouwen    |
| Quinten Massijs *      | Leuven - Brabant                    | 1466 – 1530 | Antwerpen – Brabant              |
| Hans Memling           | Seligenstadt - keurvorstendom Mainz | 1440 - 1494 | Brugge - Vlaanderen              |
| Jan Provoost *         | Bergen - Henegouwen                 | 1463 - 1529 | Valencijn - Henegouwen           |
| Michel Sittow          | Reval - Estland                     | 1468 - 1525 | Spanje/Vlaanderen                |
| Vrancke van der Stockt | Brussel - Brabant                   | 1420 - 1495 | Brussel - Brabant                |
| Goossen van der Weyden | Brussel - Brabant                   | 1465 - 1538 | Antwerpen - Brabant              |
| Rogier van der Weyden  | Doornik - Doornik                   | 1390 - 1464 | Doornik/Brussel - Brabant        |

### De rol van Friedländer
Door de verdeelde positie binnen België, waarbij sommigen pleitten voor benamingen als 'Belgische kunst' anderen voor 'Vlaamse kunst' zagen buitenlandse historici de kans om de Vlaamse kunst toe te voegen aan hun patrimonium. Zowel Frankrijk als Duitsland dachten goede gronden te hebben om de Vlaamse kunst als hun erfgoed op te eisen en zo ontstond het debat noord tegen zuid of de Duitse traditie tegen de Latijnse. Friedrich von Schlegel was een van de eerste Duitse romantici en cultuurnationalisten die de werken van Jan van Eyck claimden als altdeutschen Gemälden en plaatste hem in een Keulse school die al twee eeuwen voor Van Eyck een bloeiperiode doormaakte. De theorieën van Schlegel werden populair vooral bij diegenen die bezig waren met de herontdekking van de noordelijke kunst, omdat ze de Germaanse traditie superieur noemden tegenover de Latijnse.
De meest fervente aanhanger van de theorie van Schlegel was bijna een eeuw later Max Friedländer, curator en directeur van het Kaiser Friedrich Museum in Berlijn. Ook Friedländer was een nationalist en verdeelde Europa in twee grote blokken, dat van de (inferieure) Latijnse cultuur en dat van de (superieure) Duitse cultuur. Als groot bewonderaar van het Lam Gods van de gebroeders van Eyck, dat hij trouwens het Genter Altar noemde en dat voor hem het begin betekende van de Altniederländische Malerei, bestudeerde hij zeer uitgebreid de werken van de 'Vlaamse Primitieven'. Het veertiendelige werk dat hij aan de Vlaamse schilderschool wijdde werd het standaardwerk over het onderwerp en Max Friedländer werd de algemeen erkende autoriteit ter zake. Maar Vlaanderen was voor hem als historicus een deel van het Westfrankische rijk, dus van Frankrijk en was 'besmet' met Franse cultuur. Voor Friedländer was het onmogelijk om te erkennen dat de meesterwerken van de vroege noordelijke renaissance uit het zuiden of uit de Franse invloedssfeer afkomstig waren. De Nederlanden (met inbegrip van Vlaanderen) daarentegen waren een deel van het Heilige Roomse Rijk en dus van de Duitse historie. Het was voor hem dus een elegante oplossing om van altniederländische Malerei te spreken waarmee hij die kunststroming incorporeerde in de Duitse cultuur en ontnam aan wat hij zag als de Franse cultuur maar wat in feite Vlaams erfgoed was.

## Correcte naam
Als men de kunst van de 'Vlaamse Primitieven' of van om het even welke kunststroming duidelijk wil afbakenen moet men rekening houden met drie aspecten: de stijlkenmerken, het geografische gebied en de historische periode.
De schilderijen die men toewijst aan de 'Vlaamse Primitieven' hebben een aantal stijlkenmerken gemeen: enerzijds was er het realisme in het uitbeelden van onder meer materialen en stoffen en de extreme aandacht voor details, en anderzijds de religieuze, symbolische zelfs mystieke inhoud die gegeven werd aan de geschilderde voorwerpen en de natuurlijke wereld. De ‘vroegnederlandse schilders’ zetten heilige teksten om in beelden, hun kunst als erfgenaam van de miniatuurkunst in de boekverluchting, was essentieel religieus geïnspireerd. Zelfs de portretten van Rogier van der Weyden zijn origineel diptieken waar de geportretteerde wordt voorgesteld biddend tot de heilige Maagd met haar Kind.
De historische periode is vrij duidelijk te definiëren, het gaat over de periode van het einde van de veertiende eeuw tot het einde van de 15e eeuw toen de Bourgondische hertogen heersten over de Bourgondische Nederlanden hoewel juiste begin- en eindtijd ook weer ter discussie staan bij de kunsthistorici.
Het geografische gebied lijkt meer problematisch te zijn. 'De Nederlanden' en 'Vlaanderen' van de vijftiende eeuw zijn niet dezelfde begrippen als vandaag. Ook waren er in de vijftiende eeuw geen Zuidelijke Nederlanden en geen Noordelijke Nederlanden zoals men dat later na het uiteenvallen van de Bourgondische Nederlanden in 1581 ging definiëren. Het enige wat we in die periode vrij duidelijk kunnen definiëren zijn de Bourgondische Nederlanden, waarvan de grote centra in het graafschap Vlaanderen en het hertogdom Brabant lagen. Brugge was de handelsmetropool van Europa tussen 1280 en 1480, rol die in de zestiende eeuw werd overgenomen door Antwerpen. De bestuursorganen van de Bourgondische hertogen en hun opvolgers de Habsburgers, waren gevestigd in Vlaanderen en Brabant (Gent, Brugge, Rijsel, Mechelen en Brussel) en het hof resideerde in Brugge, Gent, Mechelen en Brussel. Vermits zoals algemeen bekend 'kunst van geld houdt' is het dan ook niet verwonderlijk dat het zwaartepunt van de kunsten in de Bourgondische Nederlanden in Vlaanderen en Brabant lag. Dat is dan ook de reden dat schilders uit het noordelijke deel van de Bourgondische Nederlanden zoals Gerard David en Dirk Bouts naar het zuiden trekken en in de plaatselijke stijl gaan werken. Gerard David, gevestigd in Brugge, schrijft zich trouwens ook in bij het Antwerpse gilde om ook daar zijn werk te kunnen slijten. Men mag niet uit het oog verliezen dat schildersateliers van bekende meesters kleine ‘fabriekjes’ waren geworden waar werken werden geproduceerd voor verkoop op de vrije markt. Een goed afzetgebied was dus essentieel voor succes. Dat afzetgebied was natuurlijk niet alleen Vlaanderen, maar geheel Europa en ook daarin speelde Brugge als handelscentrum met contacten over heel Europa een belangrijke rol.
Gezien deze overwegingen en de historiografische relevantie maar ook het feit dat 'Vlaamse Primitieven' de meest herkenbare benaming is voor kunsthistorici en voor het grote publiek heeft de 'vlaamsekunstcollectie', de vereniging van de kunsthistorische musea van Antwerpen, Brugge en Gent ervoor gekozen om zijn online museum gewijd aan deze kunststroming de 'Vlaamse Primitieven' te noemen.